# 3204-es mellékút (Magyarország)
A 3204-es számú mellékút egy bő 36 kilométeres hosszúságú, négy számjegyű mellékút Heves vármegye középső-déli részén; Gyöngyöst köti össze Heves városával.

## Nyomvonala
A 3-as főútból ágazik ki, annak a 82+300-as kilométerszelvényénél, Gyöngyös belterületének keleti szélén, a város ipari övezetében, dél felé. Karácsondi út néven húzódik a belterület déli széléig, amit nagyjából 2,7 kilométer után hagy maga mögött; ott keresztez egy iparvágányt és kiágazik belőle dél felé a 3210-es út, mely Adácsra vezet. Innen kicsit keletebbi irányt vesz és hamarosan kilép Gyöngyös határai közül; mintegy másfél kilométeres szakasza Gyöngyöshalász külterületei között húzódik, 5,3 kilométer után pedig karácsondi területre ér.
Karácsond belterületének nyugati szélét a nyolcadik kilométere közelében éri el, de a központját széles ívben elkerüli, inkább csak a lakott terület peremén húzódik végig, Szabadság út néven, délkeleti, keleti, majd végül már északkeleti irányt követve. A tizedik kilométerénél éles irányváltással visszatér a délkeleti irányhoz és Vasút utca lesz a neve; így éri el a belterület déli szélét, 11,3 kilométer után. Ott kiágazik belőle kelet felé a rövidke 32 304-es számú mellékút, mely a Budapest–Sátoraljaújhely-vasútvonal Karácsond megállóhelyét szolgálja ki, majd keresztezi is a vasutat, a megálló térségének nyugati széle mellett.
12,7 kilométer után éri el a következő község, Nagyfüged határszélét, az M3-as autópálya nyomvonalát már ott keresztezi, körülbelül 13,4 kilométer megtételét követően – felüljárón, csomópont nélkül, a sztráda 86-os és 87-es kilométerei között. A 16. kilométere táján elhalad az Újsor nevű, különálló falurész mellett, a település központi részét a 17. kilométere után éri el, ahol Széchenyi István út néven folytatódik. 17,4 kilométer után észak felől beletorkollik a 3206-os út, mely Ludassal köti össze, majd keresztezi a Bene-patak folyását. Onnantól az Ady Endre  út nevet viseli a lakott terület keleti széléig, amit körülbelül a 18+800-as kilométerszelvénye táján ér el.
A 19. kilométerét elhagyva a Gyöngyösi járásból a Hevesi járás, ezen belül Tarnazsadány területére lép át, de e falut alig érinti, épp csak a belterület nyugati szélén halad el egy rövid szakasza, a 21. kilométere közelében. Pár száz méter után áthalad a Tarna felett, s a hídon túl már Tarnaméra házai között folytatódik, Gyöngyösi út néven. 23,1 kilométer után beletorkollik nyugatról a Jászárokszállástól idáig húzódó 3205-ös út, onnan az Árpád út nevet viseli; a legkeletibb településrészben pedig Boconádi utca lesz a neve. Körülbelül 24,5 kilométer megtételén van túl, amikor elhagyja Tarnaméra utolsó házait.
25,3 kilométer után éri el a következő község, Boconád határszélét, és ott ugyancsak szinte azonnal lakott területek közé érkezik, települési neve itt előbb Kossuth Lajos út, majd a központban Szabadság tér, utána pedig II. Rákóczi Ferenc út. A 26. kilométere táján kiágazik belőle észak felé a 32 108-as számú mellékút, mely Tarnabodon át Kál és Erdőtelek határvidékéig vezet, ugyanott lehet letérni dél felé a falu fő nevezetességének számító Szeleczky-kastélyhoz is. A legkeletibb községrészben Hevesi út a neve, így lép ki a belterületről, a 27. kilométere táján.
29,9 kilométer után beletorkollik északkelet felől a 3207-es út, s ugyanott átlép az útjába eső utolsó település, Heves határai közé. A város első házait a 34. kilométere táján éri el, melyek közt a Gyöngyösi utca nevet veszi fel. A belterületen fokozatosan délnek fordul; a 36. kilométere előtt áthalad egy körforgalmú csomóponton, ami után Erzsébet tér lesz a neve. Legutolsó szakaszán már a Hősök tere nevet viseli, így is tér véget, a történelmi városközpontban, egy újabb körforgalmú csomópontban, beletorkollva a 31-es főútba, annak a 111+700-as kilométerszelvénye közelében. Egyenes folytatása nincsen ugyan, de a végpontjától alig 100-100 méterre indul a Tisza-tó térségéig húzódó 3209-es út és a Pélyre vezető 32 111-es számú mellékút is.
Teljes hossza, az országos közutak térképes nyilvántartását szolgáló kira.kozut.hu adatbázisa szerint 36,126 kilométer.

## Települések az út mentén
- Gyöngyös
- (Gyöngyöshalász)
- Karácsond
- Nagyfüged
- Tarnazsadány
- Tarnaméra
- Boconád
- Heves